# Alexander Chico-Bonet
Alexander Chico-Bonet (* 1994 in Wiesbaden) ist ein deutsch-spanischer Schauspieler und Musiker, der u. a. am Staatstheater Wiesbaden arbeitet. Er spielt neben anderen Instrumenten Gitarre, Klavier und Schlagzeug.

## Theater (Auswahl)
- 2014 Superhero von Anthony McCarten und Paul Graham Brown am Staatstheater Wiesbaden | Regie: Iris Limbarth[3][4]
- 2018 Urfaust von Goethe am Theater Aalen | Regie: Joerg Bitterich[5]
- 2020 What On Earth?! von Sergej Gößner an der Badischen Landesbühne | Regie: Joerg Bitterich[6]
- 2021 Zeit des Lebens von Evelyne de la Chenelière am Theater Landungsbrücken Frankfurt | Regie: Kornelius Eich[7]
- 2023 Das Ballhaus (Le Bal) von Jean-Claude Penchenat am Rheinischen Landestheater Neuss | Regie: Jan Käfer[8]
- 2023 Zur Nacht von Evelyne de la Chenelière am Theater Landungsbrücken Frankfurt | Regie: Kornelius Eich[9]